# Mehmed Ali Dukatar
Kurraʼ háfiz Mehmed Ali-efendija Dukatar (kolem 1870 Žepče, Osmanská říše – 23. května 1935 Sarajevo, Království Jugoslávie) byl bosenskohercegovský islámský pedagog bosňáckého původu. Někdy je jméno Ali uváděno v bosenské podobě Alija.

## Životopis
V rodné obci navštěvoval mekteb, islámskou základní školu. V Sarajevu absolvoval Gazi Husrev-begovu medresu a Daru-l-muallimin, muslimskou učitelskou přípravku, muallimy, v reformovaných mektebech. V bosenské metropoli rovněž získal čestný titul háfize nejvyšší kategorie, který svědčil o jeho mimořádné učenosti a znalosti Kurʼánu. Po dokončení studií působil jako muallim v Tešnji, Brčku a Banja Luce. Za pobytu v Banja Luce vykonal zkoušku nezbytnou pro učitele náboženství na středních školách, načež vykonával povolání středoškolského učitele v Banja Luce, Bihaći, Tuzle a nakonec na Prvním gymnáziu v Sarajevu.
Dukatar roku 1909 spoluzaložil stavovské družení islámských učitelů a imámů nazvané Muslimský muallimský a imámský spolek (Muslimansko muallimsko i imamsko društvo za Bosnu i Hercegovinu, 1912 přejmenované na Sdružení bosensko-hercegovské ‘ilmijje, Udruženje bosansko-hercegovačke ilmijje), v němž se stal prvním předsedou kontrolní komise. Za svého působení v Tuzle předsedal Sdružení duchovních Mirkat (Udruženje vjerskih službenika „Mirkat“).
Mehmed Ali zemřel 23. května 1935 v Sarajevu. Pohřben byl na sarajevském hřbitově Vinograd.